# متحف ريناي مالاكوفونا
متحف ريناي مالاكوفونا - (بالأذرية: Rinay Malakofauna Muzeyi) هو متحف التاريخ الطبيعي في باكو.

## تاريخ ومعارض المتحف
تم جمع المعروضات التي تتعرضون فيها من أعماق المحيط.
بدأ صادق قراييف إلى جمع هذه المجموعة التي تعكس حيوانات البحر والمحيط، في 1932.
في 1986، تم تأسيس متحف ريناي مالاكوفونا من قبل توفيق قراييف ابن صادق قراييف.
يقع المتحف ريناي مالاكوفونا في مقاطعة سباييل، شارع إبراحيم ممادوف.
يتم تضمين المتحف في سجل المتاحف الخاصة في العالم، وهو يعكس التصنيف العلمي للملكوفونا في جميع القارات، والتي لها قيمة علمية وعملية كبيرة.
يحتوى متحف ريناي مالاكوفونا حوالي خمسة مئة معروض في المجموعة العامة للمتحف.
تم التبرع بأكثر أربعة الأف من معروض لمؤسسة حيدر علييف.
تقدم في مجموعة المتحف عينات تصل إلى 2000 قشور من الرخويات (بيليكيبو، البستر) الموجودة في مختلف المحيطات والبحار والبحيرات في جميع أنحاء العالم.